# Lycée
Lycée är en skolform i Frankrike på sekundärstadiet, och motsvaras i Sverige av gymnasiet. Efter grundskolan blir man inskriven på collège, vilket motsvaras av högstadiet i Sverige, för att sedan fortsätta på lycée och ta examen – Baccalauréat, ofta förkortat le bac – inom något ämnesområde. 